# Roth-Krnka M.7
Roth-Krnka M.7 là loại súng ngắn bán tự động đầu tiên trong dòng súng này từng được thông qua để phục vụ trong bất kỳ lực lượng quân đội lớn nào trên thế giới mà trong trường hợp này là lực lượng kỵ binh Kaiserliche und Koenigliche Armee của đế quốc Áo-Hung trong khi các nơi khác vẫn sử dụng súng ngắn ổ xoay. Súng được phát triển dựa trên thiết kế của hai nhà thiết kế súng nổi tiếng là Georg Roth và Karel Krnka. M.7 đã được chế tạo từ năm 1908 đến năm 1917 và khoảng 90.000 khẩu đã được sản xuất tại nhà máy vũ khí Steyr và FEG nên nó thường được gọi là Roth-Steyr M1907.

## Thiết kế
Roth-Krnka M.7 sử dụng cơ chế nạp đạn bằng độ giật lùi nòng ngắn, nòng xoay tại chỗ cùng hai bộ móc khóa với hai móc lớn mỗi bộ để khóa cố định nòng với một đặc điểm thú vị là thoi nạp đạn rất dài. Bộ khóa nằm phía trước được đặc khớp vào hai rãnh xoắn khắc trong ống bao quanh nòng súng, nó sẽ làm nòng súng xoay 90 độ khi lùi lại. Bộ khóa phía sau sẽ móc vào thoi nạp đạn để khóa cố định, khi nòng xoay lúc lùi lại nó sẽ mở khóa thoi nạp đạn và cung cấp động lực để đẩy thoi nạp đạn lùi lại bắt đầu chu kỳ nạp đạn. Nòng sẽ ngừng lại và giữ cố định trong khi thoi nạp đạn lùi về phía sau để nhả vỏ đạn, nó sẽ chỉ trở về chỗ cũ khi thoi nạp đạn được lò xo đẩy trở về khớp với các móc và đẩy nòng súng lên cũng như xoay để khóa cố định.
Hệ thống nhắm cơ bản của súng là điểm ruồi. Hộp đạn của súng được đặc cố định trong tay cầm của súng và xạ thủ sẽ dùng một cái kẹp đạn thiết kế cho súng để đẩy đạn vào hộp đạn thông qua khe nhả vỏ đạn phía trên lúc thoi nạp đạn được khóa giữ cố định phía sau. Sau khi đẩy đạn vào xong xạ thủ sẽ nhấn một nút ở phía bên thân súng để thoi nạp đạn được đẩy lên trên trở về vị trí cũ nạp đạn và chuẩn bị bắn. Nếu cần lấy đạn ra khỏi súng thì xạ thủ sẽ kéo thoi nạp đạn về phía sau và nhấn vào nút nhả đạn thì lò xo trong hộp đạn sẽ đẩy tất cả đạn trong nó ra ngoài.